# Saw Creek
 (août 2025).
Pour les articles homonymes, voir Saw (homonymie).
Saw Creek est une census-designated place située dans les comtés de Monroe et de Pike, dans l’État de Pennsylvanie, aux États-Unis. Lors du recensement de 2020, elle compte 4 118 habitants.